# Alpské lyžování na Zimních olympijských hrách 1988
Alpské lyžování na Zimních olympijských hrách 1988 v Calgary.

## Medailové pořadí zemí
| Pořadí | Země                  | Zlato | Stříbro | Bronz | Celkově |
| ------ | --------------------- | ----- | ------- | ----- | ------- |
| 1.     | Švýcarsko (SUI)       | 3     | 4       | 4     | 11      |
| 2.     | Rakousko (AUT)        | 3     | 3       | 0     | 6       |
| 3.     | Itálie (ITA)          | 2     | 0       | 0     | 2       |
| 4.     | Západní Německo (FRG) | 1     | 2       | 1     | 4       |
| 5.     | Francie (FRA)         | 1     | 0       | 1     | 2       |
| 6.     | Jugoslávie (YUG)      | 0     | 1       | 0     | 1       |
| 7.     | Kanada (CAN)          | 0     | 0       | 2     | 2       |
| 8.     | Švédsko (SWE)         | 0     | 0       | 1     | 1       |
| 9.     | Lichtenštejnsko (LIE) | 0     | 0       | 1     | 1       |
|        | Celkem                | 10    | 10      | 10    | 30      |

## Medailisté

### Muži
| Disciplína       | Zlato                               | Výkon    | Stříbro                              | Výkon   | Bronz                                 | Výkon   |
| ---------------- | ----------------------------------- | -------- | ------------------------------------ | ------- | ------------------------------------- | ------- |
| kombinace        | Hubert Strolz · Rakousko (AUT)      | 36,55    | Bernhard Gstrein · Rakousko (AUT)    | 43,45   | Paul Accola · Švýcarsko (SUI)         | 48,24   |
| sjezd            | Pirmin Zurbriggen · Švýcarsko (SUI) | 1:59,63  | Peter Müller · Švýcarsko (SUI)       | 2:00,14 | Franck Piccard · Francie (FRA)        | 1:50,47 |
| slalom           | Alberto Tomba · Itálie (ITA)        | 1:39,47  | Frank Wörndl · Západní Německo (FRG) | 1:39,53 | Paul Frommelt · Lichtenštejnsko (LIE) | 1:39,84 |
| obří slalom      | Alberto Tomba · Itálie (ITA)        | 2:06,37  | Hubert Strolz · Rakousko (AUT)       | 2:07,41 | Pirmin Zurbriggen · Švýcarsko (SUI)   | 2:08,39 |
| superobří slalom | Franck Piccard · Francie (FRA)      | 11:39,66 | Helmut Mayer · Rakousko (AUT)        | 1:40,96 | Lars-Börje Eriksson · Švédsko (SWE)   | 1:41,08 |

### Ženy
| Disciplína       | Zlato                                   | Výkon   | Stříbro                                      | Výkon   | Bronz                                        | Výkon   |
| ---------------- | --------------------------------------- | ------- | -------------------------------------------- | ------- | -------------------------------------------- | ------- |
| kombinace        | Anita Wachterová · Rakousko (AUT)       | 29,25   | Brigitte Oertliová · Švýcarsko (SUI)         | 29,48   | Maria Walliserová · Švýcarsko (SUI)          | 51,28   |
| sjezd            | Marina Kiehlová · Západní Německo (FRG) | 1:25,86 | Brigitte Oertliová · Švýcarsko (SUI)         | 1:26,61 | Karen Percyová · Kanada (CAN)                | 1:26,62 |
| slalom           | Vreni Schneiderová · Švýcarsko (SUI)    | 1:36,69 | Mateja Svetová · Jugoslávie (YUG)            | 1:38,37 | Christa Kinshoferová · Západní Německo (FRG) | 1:38,40 |
| obří slalom      | Vreni Schneiderová · Švýcarsko (SUI)    | 2:06,49 | Christa Kinshoferová · Západní Německo (FRG) | 2:07,42 | Maria Walliserová · Švýcarsko (SUI)          | 2:07,72 |
| superobří slalom | Sigrid Wolfová · Rakousko (AUT)         | 1:19,03 | Michela Figiniová · Švýcarsko (SUI)          | 1:20,03 | Karen Percyová · Kanada (CAN)                | 1:20,29 |